# Miguel Mendonça
José Miguel Jardim d'Olival de Mendonça GOIH (Funchal, Madeira, 8 de maio de 1935) é um médico e político português. Foi o 3.º presidente da Assembleia Legislativa da Região Autónoma da Madeira durante 21 anos, de 1994 a 2015 (da V à X legislatura).

## Biografia
Concluiu o curso do liceu no Colégio dos Jesuítas em Santo Tirso e licenciou-se em Medicina pela Faculdade de Medicina da Universidade de Coimbra em 1968.
Entre 1961 e 1963, fez comissão militar em Angola, durante a Guerra Colonial, com o posto de alferes miliciano de Infantaria. Entre 1968 e 1973, foi assistente da cadeira de Patologia Médica na Faculdade de Medicina de Coimbra.
De 1971 a 1973, foi diretor da Secção de Futebol da Associação Académica de Coimbra e, de 1973 a 1978, presidente da direção do Club Sport Marítimo. Durante a sua presidência, em 1977, o CS Marítimo ascendeu à 1.ª divisão do futebol português, sendo a primeira equipa de futebol da Madeira a alcançar esse patamar.
De 1975 a 1977, pertenceu à direção clínica do Centro Hospitalar do Funchal.
Em julho de 1976, integrou o grupo parlamentar do Partido Socialista na Assembleia Legislativa da Região Autónoma da Madeira (ALRAM) como deputado independente, tendo renunciado ao mandato em dezembro.
Em 1978, foi responsável por instalar a Unidade de Hemodiálise do Centro Hospitalar do Funchal (a primeira em Portugal a funcionar fora dos grandes centros de Lisboa, Porto e Coimbra).
Em julho de 1979 militou-se no Partido Social Democrata, tendo sido eleito deputado na lista deste partido pelo círculo eleitoral de Santana, nas III, IV, V, VI, VII e VIII legislaturas da ALRAM.  Fez parte do III Governo Regional da Madeira, de 1980 a 1984, como secretário regional dos Assuntos Sociais e Saúde. Foi vice-presidente da ALRAM na III, IV e V legislaturas.
Foi eleito presidente da Assembleia Legislativa Regional da Madeira, pela primeira vez, em 1994. Em 1997, foi cofundador e, desde então, membro da Conferência dos Presidentes das Assembleias Legislativas Regionais da Europa (CALRE).

## Condecorações
- Grã-Cruz da Ordem do Infante D. Henrique de Portugal (21 de dezembro de 2015)[2]
- 1.ª Classe (Grande-Cordão) da Ordem do Libertador da Venezuela (1998), pelo presidente da República Rafael Caldera Rodriguez[1]